# Basketène
Le basketène est un composé chimique de formule C10H10. C'est un cycloalcène polycyclique dont le squelette carboné de la molécule présente une forme en panier, d'où son nom. Il s'agit d'une forme déshydrogénée de basketane. Il a été préparé par isomérisation du cyclooctatétraène suivi par une réaction de Diels-Alder avec l'anhydride maléique. Une cycloaddition [2 + 2] ferme la structure en forme de cage, qui est convertie en basketène par saponification et décarboxylation. 